# باولو خورخي
باولو خورخي (بالبرتغالية: Paulo Jorge Soares Gomes‏) هو لاعب كرة قدم برتغالي، ولد في 16 يونيو 1980 في براغا في البرتغال. لعب مع أنورثوسيس فاماغوستا وسبورتينغ براغا ونادي أبويل.

## وصلات خارجية
- باولو خورخي على موقع قاعدة بيانات كرة القدم.إي يو (الإنجليزية)
- باولو خورخي على موقع Soccerway.com (الإنجليزية)